# フォード・カプリ

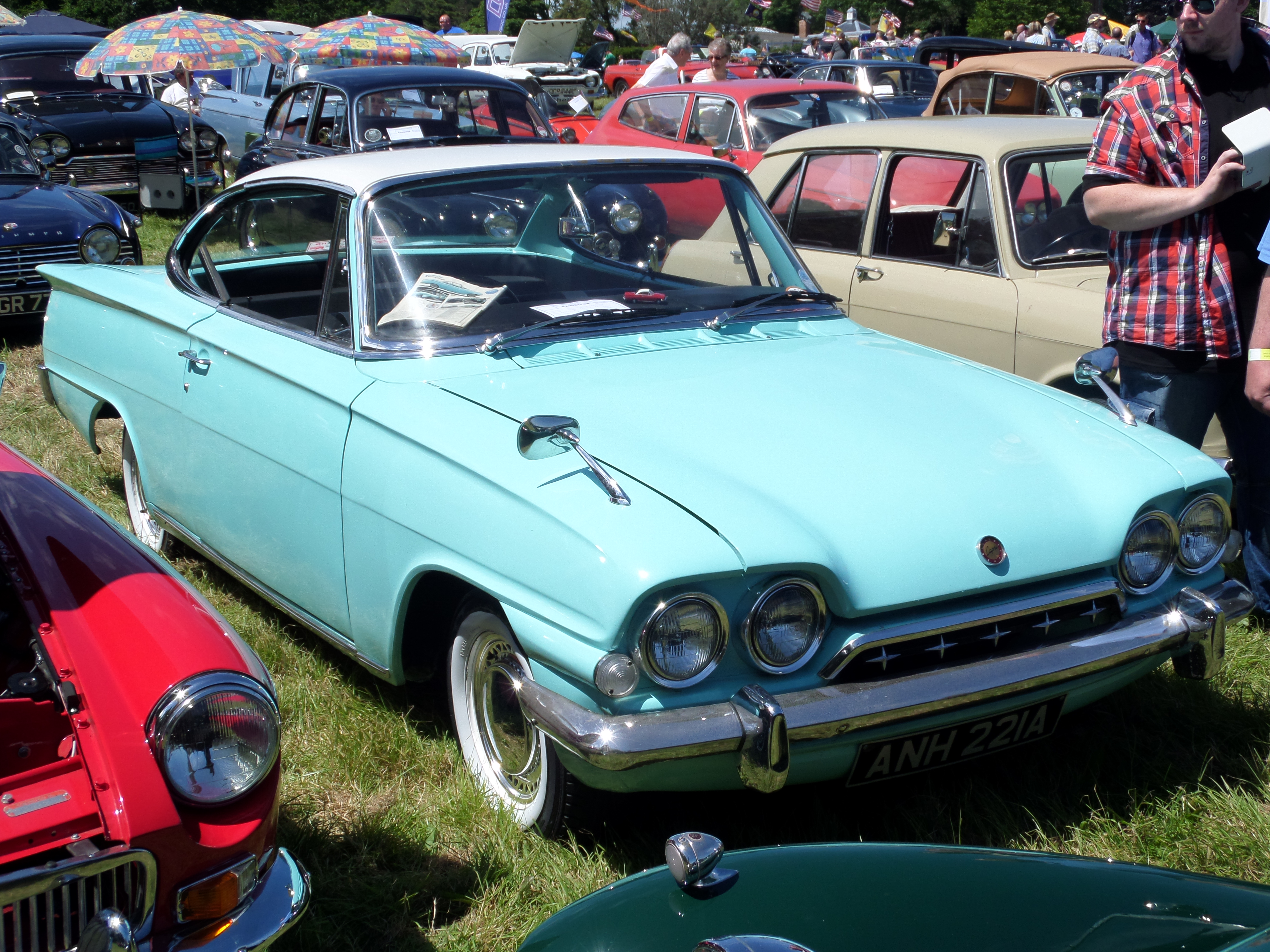
コンサル・カプリ1963

カプリ（Ford Capri）は、フォード・モーターがかつて生産していたクーペ型の乗用車。同名称は下記3つの別々のモデルに使用されている。
- コンサル・カプリ:1961年から1964年にイギリス・フォードで生産。
- カプリ・クーペ:1969年から1986年に欧州フォードで生産されたスペシャルティカー。
- カプリ・コンバーチブル:1989年から1994年にフォード・オーストラリアで生産されたFWDのスペシャルティカー。

## 欧州フォード製
1969年1月、アメリカで大ヒットとなっていたフォード・マスタングの成功をヨーロッパで再現しようと、前年発売したフォード・エスコートに次ぐ英独フォード共通モデルとして登場した。ロングノーズ、ショートデッキ、セミファストバックのプロポーションは、リアフェンダーのプレスラインやU型のクオーターウインドーの処理が個性的で、一目でカプリとわかるデザインを持っており、特に後者は1986年の最終型まで踏襲された。アメリカのマスタング同様、豊富なエンジンと内外装トリムレベルを組み合わせられるワイドセレクションを採用し、幅広いユーザー層を吸収した。
なお、カプリの前身は1961年から1964年まで、フォード・コンサル・クラシック315のクーペ版として生産された「コンサル・カプリ」であるが、商業的には失敗作であった。

### Mk1
初代モデル。機構的には既存フォード各車からの流用が多い。当初のエンジンは生産国で異なり、ドイツ製はタウヌスの1,300/1,500/1,700ccV4エンジン、英国製はコルチナ等に用いられた直列4気筒のいわゆる「ケント・ユニット」の1,300/1,600ccであった。上級モデルは当初ドイツ製V6・2,000ccであったが1969年末には125馬力の2300GTがドイツで、V6・3,000cc138馬力の3000GTが英国でそれぞれ追加された。1970年に始まった対米輸出車は「フェデラル・カプリ」と呼ばれ、丸型ヘッドライトや大型バンパーが特徴で、フォード・ピント用の直4・2,000ccか英国製1,600ccが搭載された。
Mk1カプリはスポーツイメージを高めるためモータースポーツにも活発に参戦、ラリーに参戦した他、1971年のスパ・フランコルシャン24時間耐久レースに優勝した他、ツーリングカーレースでBMW・3.0CSLと活発なバトルを展開した。レース仕様のホモロゲーション獲得のため、2,600ccV6を150馬力に強化したRS2600や拡大版RS3100も生産された。Mk1は英独合計で100万台以上が生産されるヒット作となった。
当時の日本にもディーラーの近鉄モータース・ニューエンパイヤモーター等から主に英国製の1600GTや2000GTが多数輸入され、1970年代初頭には最多販売の英国車となったほどで、その後の日本製スポーティーカーのデザインにも大きな影響を与えた。

### カプリll
カプリは1974年2月にモデルチェンジされ、「カプリll」となった。分離されていた搭乗室と荷室を単房として3ドアに改めると同時にサイズがやや拡大された。機構的にはMk1をほぼ踏襲したが、エンジンは英独共通化され、エスコートと同じ直4・1,300/1,600ccやピント用2,000ccが用いられるようになった。
カプリllは513,500台が生産され、日本にもフォード自動車（日本）を輸入元として2000GTが販売されたが、この頃には日本製スポーティーカーも進歩しており、初代ほど成功しなかった。

### Mk3
1978年にマイナーチェンジを受け、再び単に「カプリ」と呼ばれるようになる。（ヨーロッパでは一般にMk3として区別される）丸型4灯式ヘッドライトと大きなエアダムスカートが特徴であったが、機構的にはllとほとんど変化はなかった。V6のトップモデルは3,000ccから2,800ccの新エンジンとなり、190馬力を発生するターボモデルも追加され、その最高速度は220km/hに達するなど高性能を誇り、レースカーも作られ活躍した。

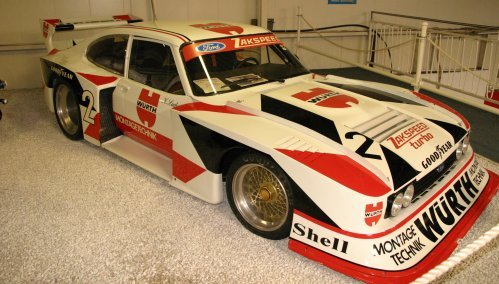
レース用車両 Zakspeed Ford Capri Turbo

1984年11月以降はイギリス専売となり、根強い愛好者向けに「Capri 280 Brooklands」などの限定モデルが販売された。
1986年12月19日、最後の車両がラインオフし生産終了。累計生産台数は188万6,647台であった。

## フォード・オーストラリア製

### SA30
コードネームSA30として1989年に登場したカプリ・コンバーチブルはBF型レーザー、すなわち6代目マツダ・ファミリアのプラットフォームをベースに開発されたモデルであった。エクステリアデザインはギア、インテリアデザインはイタルデザインが担当し、アメリカではマーキュリー・カプリとして販売された。